# Mike Riddle
Mike Riddle (* 17. Juni 1986 in Edmonton) ist ein kanadischer Freestyle-Skier. Er startet in der Disziplin Halfpipe.

## Werdegang
Riddle nimmt seit 2004 an Wettbewerben der FIS teil. Bei den Freestyle-Skiing-Weltmeisterschaften 2005 in Ruka errang er den 15. Platz. Sein erstes Weltcuprennen hatte er im Januar 2006 in Les Contamines, welches er auf den zweiten Platz beendete. In der Saison 2007/08 belegte er den dritten Platz in Inawashiro und holte in Chiesa in Valmalenco seinen ersten Weltcupsieg. Seit der Saison 2008/09 tritt er ebenfalls bei Wettbewerben der AFP World Tour an. In der Saison erreichte er den dritten Platz bei den US Freeskiing Open in Copper Mountain und beim Dumont Cup in Newry. Bei den Freestyle-Skiing-Weltmeisterschaften 2009 in Inawashiro kam er auf den fünften Platz. In der folgenden Saison siegte er bei der Dew Tour in Breckenridge. Im Februar 2011 wurde er bei den Freestyle-Skiing-Weltmeisterschaften in Park City Weltmeister auf der Halfpipe. In der Saison 2012/13 gewann er bei der The North Face Park and Pipe Open Series und beim US Grand Prix in Copper Mountain. Im Weltcup siegte er in Sierra Nevada und belegte in Sotschi den dritten Rang. Bei den Freestyle-Skiing-Weltmeisterschaften in Oslo errang er den vierten Platz. Die Saison beendete er auf den vierten Platz im Gesamtweltcup, den dritten Rang in der AFP World Tour Halfpipewertung und den ersten Platz im Halfpipe-Weltcup. Zum Beginn der Saison 2013/14 kam er bei der The North Face Park and Pipe Open Series in Copper Mountain auf den zweiten Platz. Es folgte im Weltcup ein weiterer zweiter Platz in Breckenridge. Bei seiner ersten Olympiateilnahme 2014 in Sotschi gewann er die Silbermedaille. Im März 2015 holte er in Tignes seinen vierten Weltcupsieg. Im Dezember 2016 errang er bei der U.S. Revolution Tour in Copper Mountain den zweiten Platz. Bei den Freestyle-Skiing-Weltmeisterschaften 2017 in Sierra Nevada gewann er die Silbermedaille. Im folgenden Jahr wurde er Vierter bei den Winter-X-Games und Sechster bei den Olympischen Winterspielen in Pyeongchang.